# Shakeeb Dallal
Shakib Dallal est né en 1920 à Tulkarem en Palestine et mort en juin 1992 à Amman en Jordanie. Son père est Jamil H. Dallal, qui fait partie des insurgés de la Grande Révolte arabe en Palestine de 1936.
C'est l'un des fondateurs du parti Baas, il est membre de l'OLP et du Conseil national palestinien.
Pendant sa jeunesse, Shakib Dallal est membre du premier syndicat palestinien, dirigé par Sami Taha. De son fait, le syndicat trouve une base militante importante à Naplouse, Jénine et Tulkarem.
En 1947, il s'engage dans l'Armée de libération arabe et part s'entraîner en Syrie, ou il fait la connaissance d'Adib Chichakli, futur président syrien.
Shakib Dallal entre dans le nord de la Palestine avec un commando et participe à plusieurs batailles contre la Haganah de 1947 à 1949. Il est blessé à la bataille de Beït Shéan en 1947, et il retrouve son unité après quelques mois de rétablissement[réf. souhaitée].
Il est mort en 1993, à Amman en Jordanie,,.